# Dekanat szaturski
Dekanat szaturski – jeden z 48 dekanatów eparchii moskiewskiej obwodowej Rosyjskiego Kościoła Prawosławnego. Obejmuje cerkwie położone w rejonie szaturskim
obwodu moskiewskiego. Funkcjonują w nim dwie cerkwie parafialne miejskie, piętnaście cerkwi parafialnych wiejskich, cztery cerkwie filialne, dwie cerkwie-baptysteria, cerkiew szpitalna i kaplica.
Funkcję dziekana pełni archimandryta Nikon (Matiuszkow).

## Cerkwie w dekanacie[1]
- Cerkiew Podwyższenia Krzyża Pańskiego w Miszeronskim

Cerkiew Ikony Matki Bożej „Uzdrowicielka” w Miszeronskim
- Cerkiew Przemienienia Pańskiego w Andriejewskich Wysiołkach
- Cerkiew Opieki Matki Bożej we Własowie
- Cerkiew Poczęcia św. Anny w Gorze
- Cerkiew św. Dymitra Sołuńskiego w Dmitrowskim Pogoście

Kaplica Świętych Cierpiętników Carskich
- Cerkiew Tichwińskiej Ikony Matki Bożej w Jewlewie
- Cerkiew Narodzenia Pańskiego w Ilkodinie
- Cerkiew Narodzenia Matki Bożej w Kuriłowie
- Cerkiew Kazańskiej Ikony Matki Bożej w Pietrowskim

Cerkiew św. Ksenii Petersburskiej w Pietrowskim
Cerkiew-baptysterium św. Aleksandra (Sacharowa) i św. Jana
- Cerkiew Opieki Matki Bożej w Pustoszy
- Cerkiew św. Michała Archanioła w Pyszlicach
- Cerkiew Ikony Matki Bożej „Nieoczekiwana Radość” w Radowickim Mochu
- Cerkiew Ikony Matki Bożej „Wszystkich Strapionych Radość” w Roszalu
- Cerkiew św. Mikołaja w Sieriednikowie
- Cerkiew św. Paraskiewy w Tugolesie

Cerkiew-baptysterium św. Tichona (Bieławina)
- Cerkiew Trójcy Świętej w Szarapowie
- Cerkiew św. Mikołaja w Szaturze

Cerkiew Opieki Matki Bożej w Szaturze
Cerkiew Nowomęczenników i Wyznawców Szaturskich
Cerkiew szpitalna Ikony Matki Bożej „Uzdrowicielka”